# Deudorix geotulia
Deudorix geotulia är en fjärilsart som beskrevs av De Nicéville. Deudorix geotulia ingår i släktet Deudorix och familjen juvelvingar. Inga underarter finns listade i Catalogue of Life.